# Heracleum chorodanum
Heracleum chorodanum är en flockblommig växtart som först beskrevs av Franz Georg Hoffmann, och fick sitt nu gällande namn av Dc. Heracleum chorodanum ingår i släktet lokor, och familjen flockblommiga växter. Inga underarter finns listade i Catalogue of Life.